# Ганс Бауер
Ганс Бауер (нім. Hans Bauer, нар. 28 липня 1927, Мюнхен — пом. 31 жовтня 1997, Мюнхен) — німецький футболіст, що грав на позиції захисника. Володів чудовою реакцією і швидкістю, шульга Ганс займав, в основному, позицію лівого захисника.
Виступав, зокрема, за «Баварію», а також національну збірну ФРН, у складі якої став чемпіоном світу 1954 року.

## Клубна кар'єра
Народився 28 липня 1927 року в Мюнхені. Вихованець футбольної школи клубу MTV München.
У дорослому футболі дебютував 1946 року виступами за команду «Вакер Мункен», в якій провів два сезони.
1948 року перейшов до клубу «Баварія», за який відіграв 10 сезонів. Більшість часу, проведеного у складі мюнхенської «Баварії», був основним гравцем захисту команди. За цей час виборов титул володаря Кубка Німеччини у 1957 році, у фінальному матчі була обіграна «Фортуна» з Дюссельдорфу. Завершив професійну кар'єру футболіста виступами за команду «Баварія» (Мюнхен) у 1958 році.

## Виступи за збірну
1951 року дебютував в офіційних матчах у складі національної збірної Німеччини. 
У складі збірної був учасником чемпіонату світу 1954 року у Швейцарії, здобувши того року титул чемпіона світу.
Протягом кар'єри у національній команді, яка тривала 8 років, провів у формі головної команди країни лише 5 матчів.
Помер 31 жовтня 1997 року на 71-му році життя у місті Мюнхен.

## Титули і досягнення
- Володар Кубка Німеччини: 1957
- Чемпіон світу: (1) 1954